# Macgillivray-Sturmvogel
Der Macgillivray-Sturmvogel (Pseudobulweria macgillivrayi) ist ein seltener Seevogel aus der Gattung Pseudobulweria innerhalb der Familie der Sturmvögel. Gelegentlich wird er in die Gattung der Hakensturmtaucher (Pterodroma) gestellt. Er ist auf Gau in den Fidschi-Inseln endemisch. Das Artepitheton ehrt den schottischen Naturforscher John MacGillivray (1821–1867).

## Merkmale
Der Macgillivray-Sturmvogel erreicht eine Länge von 28 Zentimetern. Er ist allgemein schwarzbraun mit einem kurzen Hals und einem kräftigen schwarzen Schnabel. Sein Erscheinungsbild ist untersetzt und gedrungen. Im Flug zeigen die Unterflügeldecken einen hellen silbrigen Schimmer. Der Lauf ist hellblau verwaschen. Die Füße sind überwiegend schwarz mit einem hellblauen Fleck auf jeder Schwimmhaut.

## Verbreitung
Das einzige bekannte Brutgebiet dieser Art befindet sich auf der Fidschi-Insel Gau. Die Nahrungsgründe sind unbekannt. Möglicherweise gehen die Vögel mehrere hundert Kilometer von Gau entfernt auf dem Meer auf Nahrungssuche.

## Bestand und Gefährdung
Mit einer geschätzten Population von weniger als 50 Tieren im Jahre 2007 gehört der Macgillivray-Sturmvogel zu den seltensten Seevögeln der Welt. Der Holotypus – ein Jungvogel, der im Oktober 1855 gefangen wurde und heute im British Museum aufbewahrt wird – war lange Zeit das einzig bekannte Exemplar. Nachdem Suchexpeditionen von Rollo Beck im Februar 1925 und John Smart im Oktober 1971 fehlschlugen, wurde im April 1984 ein erwachsener Vogel gefangen, vermessen, fotografiert und anschließend wieder freigelassen. Seit 1985 hat es 17 weitere Beobachtungen gegeben. Im April 2007 wurde im Dorf Levukaigau auf Gau ein verletzter Macgillivray-Sturmvogel entdeckt, der kurz darauf starb. Das Exemplar wurde konserviert und diente dem Ornithologen Dick Watling als Studienobjekt. Im Mai 2009 gab es die erste Beobachtung dieser Art über den Gewässern in der Nähe der Insel Gau.
Die Hauptbedrohung geht von der Nachstellung durch Ratten und verwilderte Katzen aus. Um die Bevölkerung auf die Gefährdung des Macgillivray-Sturmvogels aufmerksam zu machen, wurde dieser Vogel als Motiv für die erste 50-Dollar-Note der Fidschi-Inseln gewählt.